# Mohamed Jaouab
Mohamed Jaouab (en arabe : محمد جواوب), né le 14 mai 2002 à Kasba Tadla (Maroc), est un footballeur marocain jouant au poste défenseur central au Real Valladolid

## En club
Arrivé de l'Académie Mohammed VI lors de l'été 2022, un an avec la réserve il signe son contrat jusqu'en 2027 avec le Stade rennais FC et à l'hiver 2024 Jaouab est transféré à l'Amiens SC avec une option de rachat du club rennais,,.
Le 1er juillet 2024, le Stade rennais FC active la clause de rachat d'une indemnité d'un millions d'euros et le joueur signe jusqu'en 2028.
En fin de mercato 2024, Jaouab retourne à Amiens en prêt avec une option d'achat. Le 1er août 2025, il signe jusqu'en 2028 sans indemnité au Real Valladolid contre un pourcentage sur une future vente du joueur pour le Stade rennais FC,,.

## Statistiques
| Saison                | Club                  | Championnat           | Championnat | Championnat | Coupe(s) nationale(s) | Coupe(s) nationale(s) | Total | Total |
| Saison                | Club                  | Division              | M.          | B.          | M.                    | B.                    | M.    | B.    |
| 2023-2024             | Amiens SC             | Ligue 2               | 11          | 0           | -                     | -                     | 11    | 0     |
| 2024-2025             | Amiens SC             | Ligue 2               | 24          | 0           | 3                     | 0                     | 27    | 0     |
| 2025-2026             | Real Valladolid       | LaLiga 2              | 0           | 0           | 0                     | 0                     | 0     | 0     |
| Total sur la carrière | Total sur la carrière | Total sur la carrière | 35          | 0           | 3                     | 0                     | 38    | 0     |